# Muschelwitz

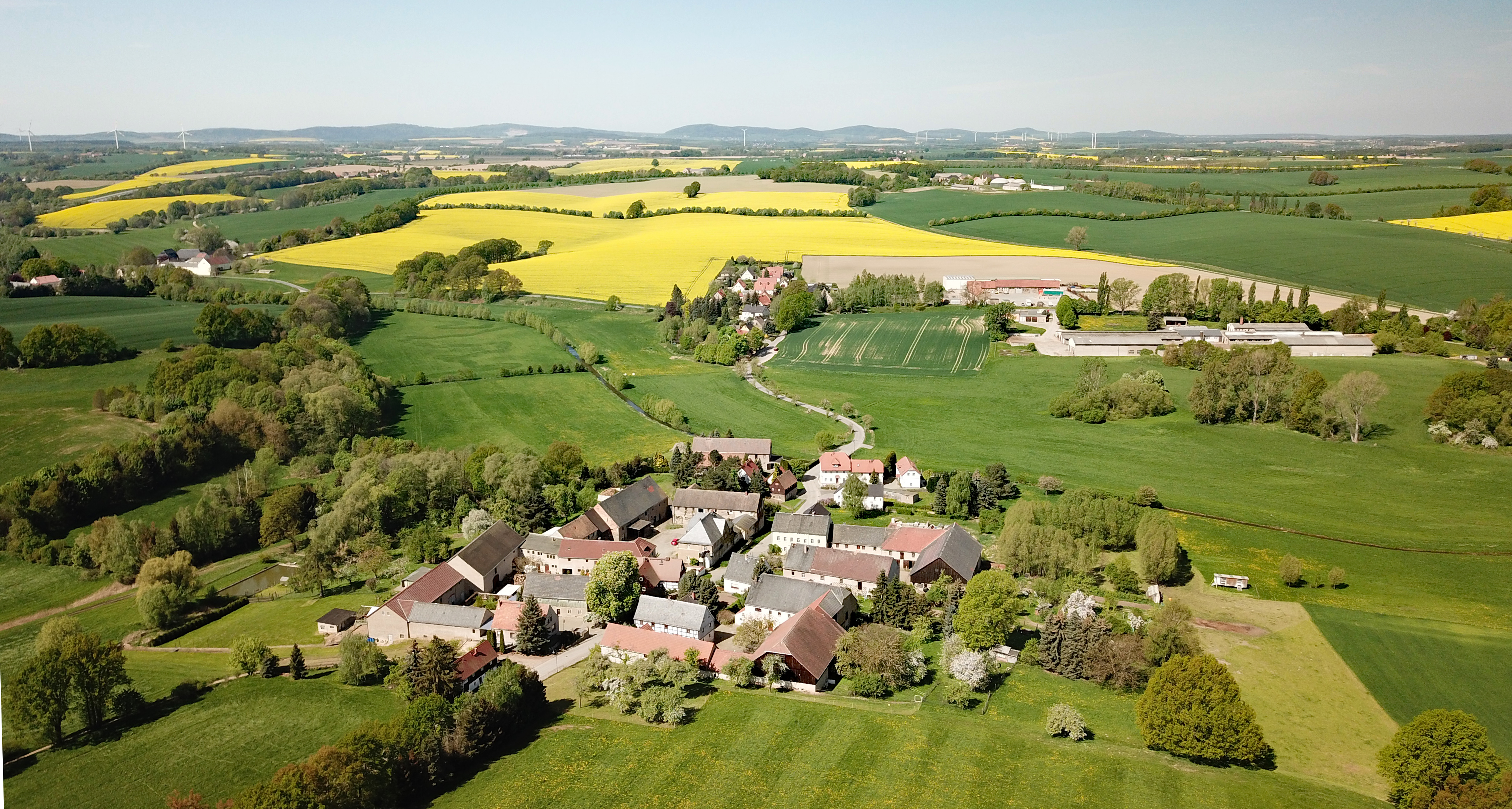
Luftbild

Muschelwitz, sorbisch Myšecyⓘ, ist ein Ort im sächsischen Landkreis Bautzen. Er gehört seit 1994 zur Gemeinde Göda, welche westlich an Bautzen grenzt. Muschelwitz zählt zum offiziellen sorbischen Siedlungsgebiet in der Oberlausitz.

## Geographie

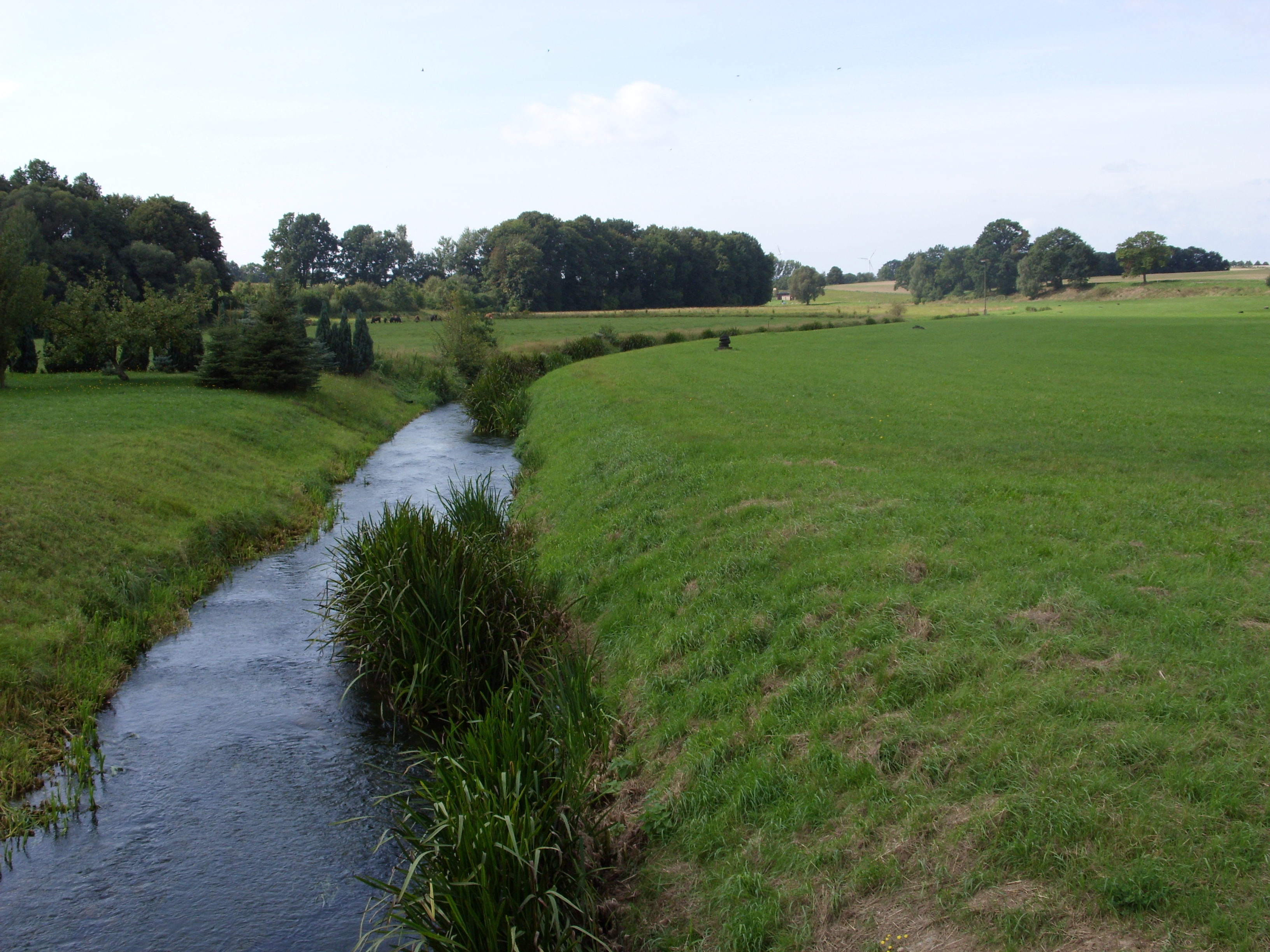
Die Talaue des Schwarzwassers bei Muschelwitz

### Lage
Der Ort liegt in der Oberlausitz und wird umgeben von den Ortschaften Sollschwitz im Nordwesten, Löschau im Osten, Döbschke im Südosten und Prischwitz im Südwesten.

### Geomorphologie
Das Relief ist wellig und weist eine Abdachung nach Norden auf. Die sächsische Naturraumgliederung bezeichnet den Landstrich als Oberlausitzer Gefilde. Es handelt sich dabei um einen Teil der Naturregion Sächsisches Lössgefilde, die in der Gegend von Muschelwitz nur noch eine Nord-Süd-Ausdehnung von etwa 15 Kilometern aufweist und sich nach Osten hin weiter verschmälert. Nördlich grenzt das relativ ebene Oberlausitzer Heide- und Teichgebiet an, südlich das Oberlausitzer Bergland.
Der heutige Formenschatz entstand überwiegend im Quartär insbesondere unter dem Einfluss der letzten Eiszeiten. Er beinhaltet unter anderem Rinnen, Muldentäler sowie Lößplatten und -rücken. Muschelwitz liegt am rechten Ufer des Schwarzwassers, welches zum Einzugsgebiet der Elbe gehört und hier in den 1970er Jahren weitgehend reguliert, 2023 jedoch renaturiert wurde.

### Geologie
Nahezu der gesamte Ortskern liegt auf den holozänen Auensedimenten des Schwarzwassers. Im Norden gen Sollschwitz, nicht unmittelbar in der Siedlung, treten Sedimente weichselzeitlicher Niederterrassen zu Tage. Weiterhin finden sich im Norden, Nordosten und Osten Schmelzwasserablagerungen des sich zurückziehenden Eises der Elsterkaltzeit. Das muschelwitzer Gebiet wurde von den Eismassen der Elster- und der Saalekaltzeit bedeckt. Jedoch befindet sich am östlichen Ortsausgang – und dort überwiegend südlich der Straße (K 7275) – cadomisch-kambrischer Granodiorit. Diese Lagerverhältnisse kennzeichnen eine ausgeprägte Schichtlücke zwischen dem Kambrium und dem Quartär, welche in dieser Form erst mit den Abtragungsvorgängen der Eiszeiten entstanden ist.
Um Muschelwitz sind keine Rohstoffvorkommen ausgewiesen.

### Klima
Die Region liegt in der kühlgemäßigten Übergangszone zwischen Ozeanischem und Kontinentalem Klima (nach Troll und Paffen) bzw. der gemäßigten Klimazone mit Übergangsklima nach Neef. Die Jahresmitteltemperatur von 8,5 °C für Bautzen dürfte derjenigen von Prischwitz etwa entsprechen. Dabei ist der Juli mit durchschnittlich 18,2 °C der wärmste und der Januar mit −1,2 °C der kälteste Monat. Bei einer entsprechenden Großwetterlage können, durch einströmende kalte Luft aus dem Böhmischen Becken, auch Temperaturen bis −15 °C erreicht werden. Im Volksmund wird dieses Phänomen „Böhmischer Wind“ genannt. Der mittlere Jahresniederschlag liegt, bedingt durch den Regenschatten des Oberlausitzer Berglandes, zwischen 670 und 690 mm. Damit ist das Gebiet relativ arm an Niederschlag. Der niederschlagsreichste Monat ist im langjährigen Mittel der Juli mit 80 bis 90 mm, der niederschlagsärmste Monat ist der Januar mit etwa 40 mm.

### Vegetation
Die potenzielle natürliche Vegetation besteht im Schwarzwasser-Tal aus Traubenkirschen-Erlen-Eschenwald, auf den glazifluvialen Sedimenten aus typischem Hainbuchen-Traubeneichenwald im Komplex mit grasreichem Hainbuchen-Traubeneichenwald und in den Rinnen der Lößflächen aus Waldziest-Hainbuchen-Stieleichenwald.
Die vorhandene Vegetation beschränkt sich auf einige kleine Waldstücke, welche überwiegend an den landwirtschaftlich nicht nutzbaren Hängen der Rinnen liegen.

## Geschichte
| 1559 | 8 Bauern, 2 Häusler |
| 1764 | 8 Bauern, 3 Häusler |
| 1834 | 86                  |
| 1871 | 92                  |
| 1890 | 100                 |
| 1910 | 100                 |
| 1925 | 96                  |
| 2008 | 102                 |
| 2009 | 100                 |
| 2011 | 93                  |

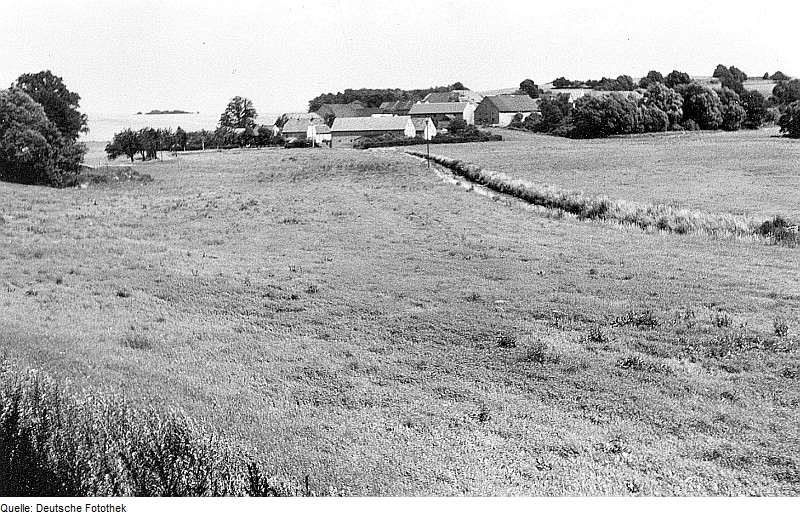
Blick auf Muschelwitz, 1988

Die Ersterwähnung von Muschelwitz erfolgte als „Mislesovici“ im Jahre 1088 im Zusammenhang mit der Gründung des Klosters Vyšehrad bei Prag durch den böhmischen König Vratislav II. Zu dessen Einnahmensicherung gehörten auch die beiden Dörfer Muschelwitz und Kubschütz. Da das weit entfernte Kloster die Verwaltung nicht selbst übernehmen konnte, wurden die beiden Dörfer im 13. Jahrhundert dem Ritter Friedrich von Burk als Lehen zugewiesen. Die Oberherrschaft des Klosters endete im Jahr 1249, als der Klosterprobst – mit königlicher Zustimmung – beide Orte an den Bischof Konrad I. von Meißen verkaufte. Damit wechselte die Gerichtsbarkeit von der Ortenburg nach Meißen und auch die Abgaben gingen an den Bischof. Dieser setzte einen neuen Vasallen zur Verwaltung der Orte ein. Zu dieser Zeit gehörten die umliegenden Orte bereits zum Bistum Meißen.
Anfang des 14. Jahrhunderts kam die Lausitz an die Askanier. Allerdings entschied Markgraf Johann von Brandenburg, dass der Bischof von Meißen weiterhin alle seine Rechte behalten konnte. Um 1400 wurde das Gut Muschelwitz den Herren von Bolbritz zur Verwaltung übergeben, welche es bis ins erste Viertel des 17. Jahrhunderts besaßen. Spätestens seit 1638 hatten die Gutsherren die niedere Gerichtsbarkeit in Form des Patrimonialgerichts inne. Das Gericht für Muschelwitz existierte bis mindestens 1849. Die hohe Gerichtsbarkeit oblag jedoch bis zur Mitte des 19. Jahrhunderts dem Amt Stolpen. Mit einem Dienst von 1⁄4 Ritterpferd waren die Pflichten der Besitzer eher gering. Im Dreißigjährigen Krieg erfolgte der Verkauf an Hans Wolf von Gersdorf. Nach dessen Tod bekam Wolf von Maxen das Gut und schließlich dessen Schwiegersohn, der Herr von Werthern, in dessen Familie es bis 1670 blieb. Im gleichen Jahr kauften die Landstände Muschelwitz zusammen mit Rattwitz für 10.000 Taler und etwa seitdem bis 1695 war Kaspar von Schönberg Herr auf Muschelwitz. Nach dessen Tod übernahm sein Schwiegersohn Christoph Friedrich von Gersdorf und dessen Familie den Besitz bis 1751. Nur ein Jahr lang währte die Herrschaft des Hans Heinrich von Zeschwitz auf Pieskowitz, denn bereits 1752 kaufte der Oberamtshauptmann Georg Ernst von Gersdorf die beiden Orte. Dessen Witwe behielt es bis 1787 und übergab es dann an die Familie von Marschall. Deren Oberherrschaft endete 1832, als die Fronden und Lasten abgeschafft wurden und somit sämtliche Orte frei waren. Die noch verbleibenden Fronden wurden in eine jährlich zu zahlende Rente umgewandelt, die letztmals 1914 gezahlt werden musste.
Für seine Statistik über die sorbische Bevölkerung in der Oberlausitz ermittelte Arnošt Muka in den achtziger Jahren des 19. Jahrhunderts für den Ort eine Bevölkerungszahl von 96 Einwohnern; davon waren 94 Sorben (98 %) und zwei Deutsche.
Bis 1936 bildete Muschelwitz eine eigenständige Landgemeinde; am 1. April 1936 wurde es nach Prischwitz eingemeindet. Seit 1994 gehört die Gemeinde Prischwitz zu Göda.
Ein Zeugnis der früheren Jahre der (christlichen) Besiedelung stellt ein bei Aufräumarbeiten gefundener Kreuzstein dar.

## Siedlungsstruktur und Landnutzung

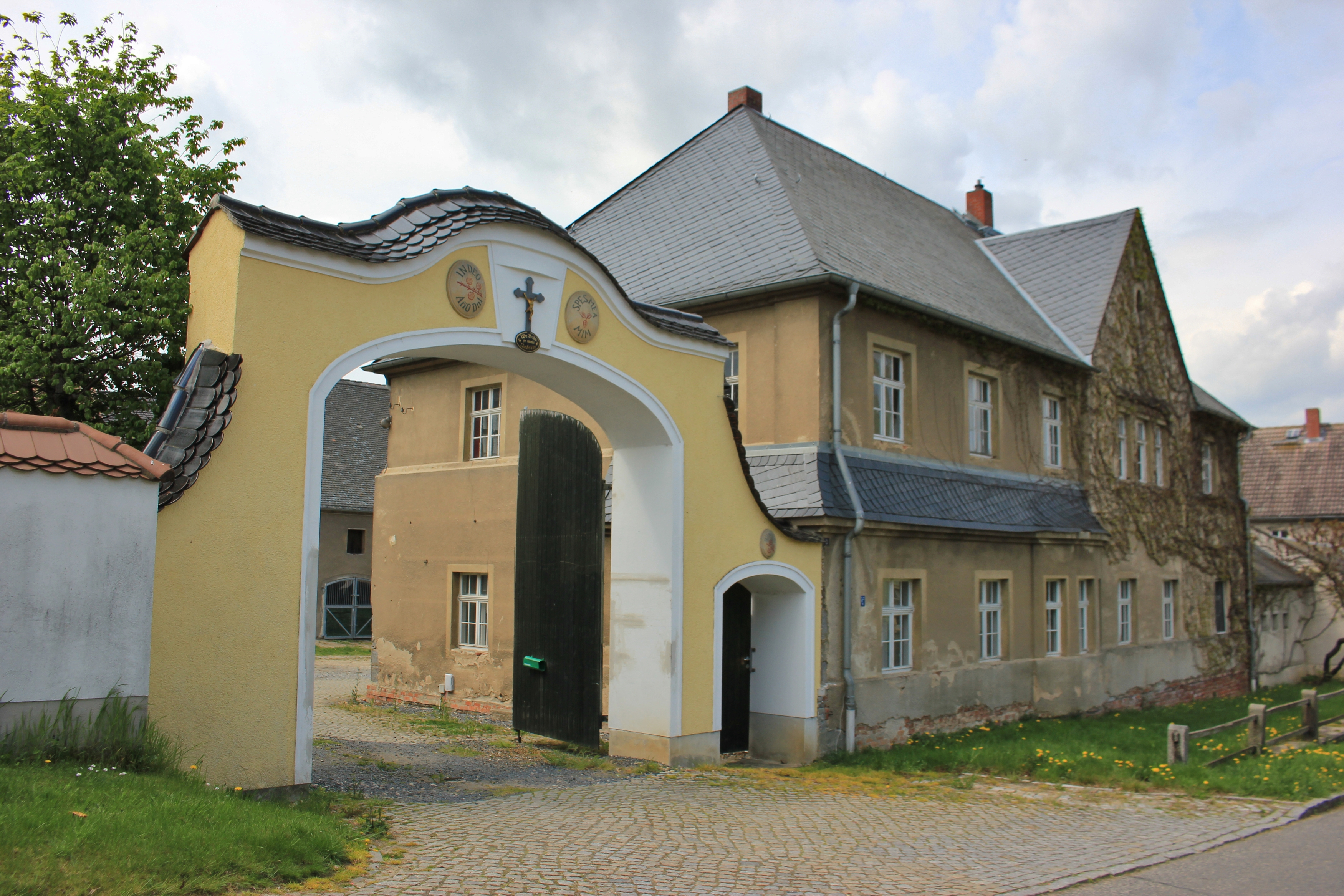
Torbogen und Wohnhaus des Vierseithofs Muschelwitz Nr. 3

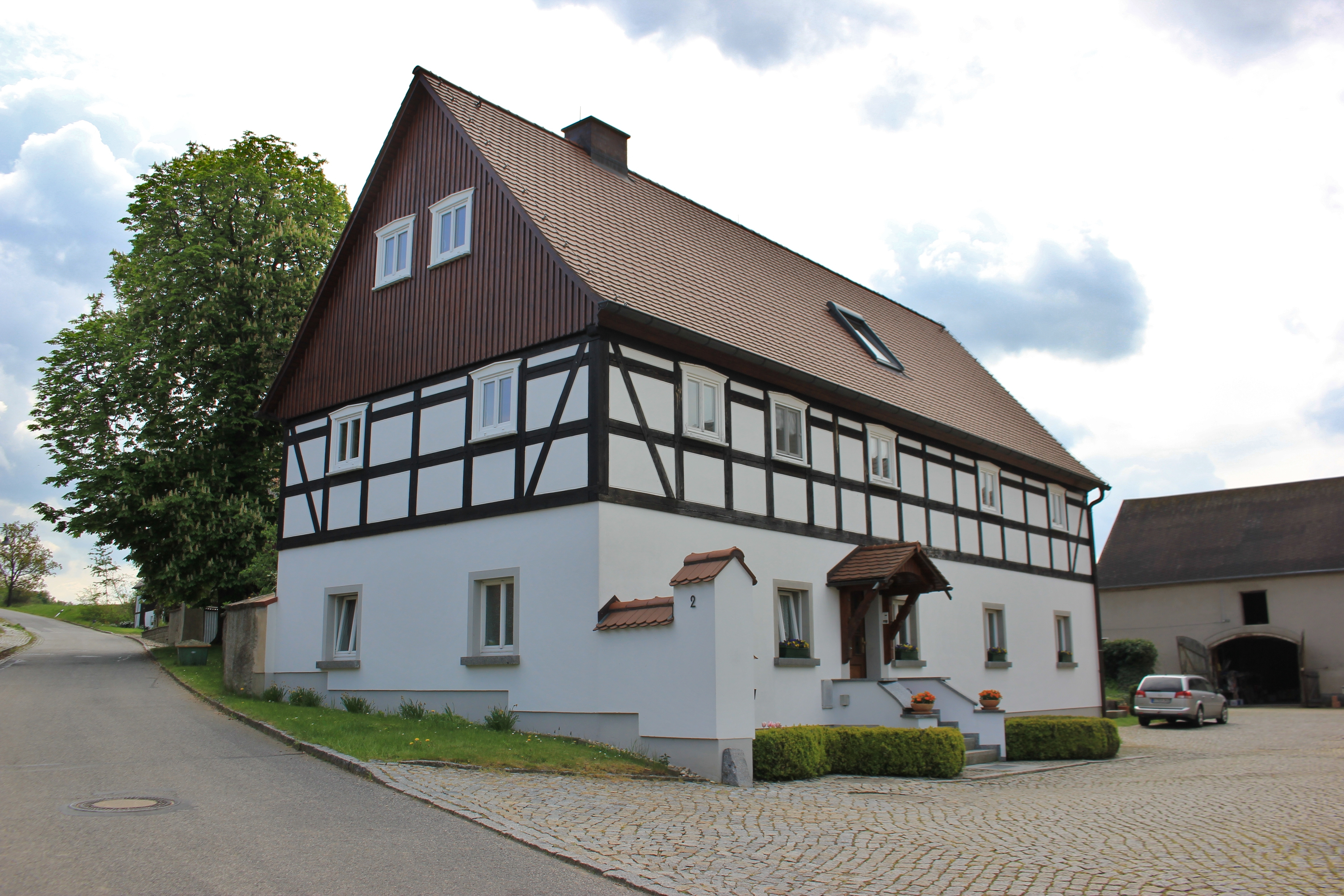
Fachwerkhaus Muschelwitz Nr. 2

Bei der Siedlung Muschelwitz handelt es sich um ein Gassendorf mit Blockflur. Diese ursprüngliche Struktur lässt sich noch sehr gut auf dem Sächsischen Meilenblatt von 1804 erkennen. Es herrscht(e) ein ausgewogenes Verhältnis zwischen Vierseithof und Dreiseithof, hinzu kommen noch einzelne Häuser.
Die Landnutzung beschränkt sich auf Grund der relativ guten Böden weitgehend auf die Landwirtschaft. Muschelwitz gehört zum Revier 16 Burkau des Forstbezirks Oberlausitz.

## Wirtschaft und Infrastruktur

### Verkehr
Die Bundesautobahn 4 verläuft etwa 850 m südlich des Ortskerns, wobei die beiden nächstgelegenen Anschlussstellen Salzenforst und Uhyst am Taucher sind. Muschelwitz ist an den ÖPNV durch zwei Buslinien angebunden. Diese liegen im Bereich des Zweckverbandes Verkehrsverbund Oberlausitz-Niederschlesien (ZVON). Der nächste Bahnhof ist Seitschen (6,5 km).

### Bildung
Bis 1884 besuchten die Kinder der Orte Muschelwitz, Sollschwitz und Prischwitz die Verbandsschule in Bolbritz. Schon im Dezember 1883 wurde der Entschluss gefasst, aus dem Schulbezirk Bolbritz auszuscheiden und in Muschelwitz eine eigene Schule, bzw. Schulbezirk einzurichten. Am 13. Oktober 1884 stand der Schulneubau und zwei Tage später erfolgte dessen Einweihung. Kurz nach dem Zweiten Weltkrieg wurde die Schule auf den Befehl der Besatzungsmacht geschlossen. Danach fand der (Grundschul-)Unterricht in Storcha, später in Bolbritz und danach bis heute in Göda statt.
Gegenwärtig gibt es im Ort eine Kita mit dem Namen „Kinderhaus am Storchennest“, welche seit vielen Jahren im alten Schulhaus untergebracht ist.

### Elektrizität
Im Jahr 1915 erhielt die Schule elektrische Beleuchtung. Spätestens zu diesem Zeitpunkt ist im Ort ein flächendeckender Anschluss an das Stromnetz anzunehmen.

### Gewerbe
Muschelwitz verfügt derzeit über Betriebe des Gast- und Baugewerbes sowie verschiedener weiterer Dienstleistungen und Handwerke.
Bis 1946 existierte eine Tischlerei und bis 1998 eine Schmiede. Eine Mühle mit zwei Gängen (1803) bestand bereits 1488 und arbeitete noch Ende des 19. Jahrhunderts.